# Don Broco
Don Broco é uma banda britânica de rock formada em 2008 em Bedford, Inglaterra. A banda é composta por Rob Damiani, Simon Delaney, Tom Doyle e Matt Donnelly. A banda já lançou quatro álbuns de estúdio, incluindo Priorities (2012), Automatic (2015) e Tecnology (2018). Seu álbum mais recente Amazing Things (2021) foi o primeiro a alcançar o primeiro lugar no UK Album Charts.

## História
As origens da banda remontam aos anos anteriores à universidade, durante o ensino médio, frequentando a Bedford Modern School, onde realizaram seus primeiros shows, mas foi somente depois de estudar na Universidade de Nottingham que decidiram se tornar uma banda.
A banda inicialmente assumiu muitos nomes diferentes, incluindo "Summer fall" e "Club Sex". Uma das ideias do grupo foi "Don Loco", que foi alterada para Don Broco após o guitarrista Simon Delaney quebrar o pulso em um acidente de futebol.
Eles fizeram uma turnê pela Inglaterra pela primeira vez em novembro de 2008, fazendo shows em vários lugares como Leeds, Birmingham, Manchester, Swindon, Watford, entre outros.
Eles apareceram no Camden Crawl and Download Festival em 2009, bem como apoiaram a banda Enter Shikari em uma série de shows agendada para maio de 2009.
Don Broco também tocou no Underage Festival, no Victoria Park, em Londres, Reino Unido, em 2009 e 2010. Eles tocaram no festival Sonisphere de 2010 no palco Red Bull Bedroom Jam.
A banda então abriu Enter Shikari em ambas as festas de Natal no Hatfield Forum em dezembro de 2010. Em setembro de 2010, Don Broco também tocou em um festival local chamado Amersham Summer Festival.
Em janeiro de 2011, lançaram o vídeo de "Beautiful Morning", dirigido por Lawrence Hardy. No mês seguinte eles lançaram "Beautiful Morning" como single.
Don Broco, ao lado de outros grupos musicais, como Lower than Atlantis e Veara, apoiou a banda We Are the Ocean na turnê em abril de 2011. A banda completou uma terceira turnê no Reino Unido em maio de 2011 com o apoio de Burn The Fleet. Esta série de shows incluiu um show no Alternative Escape Festival em Brighton, com Deaf Havana e no Hub Festival em Liverpool.
Don Broco abriu o Four Year Strong em sua turnê pelo Reino Unido em janeiro e fevereiro de 2012. Durante esse período, antes do lançamento do álbum de estreia, Darren Playford e Luke Rayner deixaram a banda devido a problemas de compromisso e interesses diferentes. A banda apresentou no festival Hit the Deck em Bristol e Nottingham, no Great Escape Festival em Brighton, nos festivais Slam Dunk em Leeds, Hertfordshire e Cardiff e no Redfest 2012. Don Broco iria abrir o Futures em abril de 2012, mas sua turnê foi adiada para julho de 2012.
Em 23 de março de 2012, a banda anunciou que havia assinado um contrato com a Search and DestroyRecords, um novo empreendimento entre Raw Power Management e Sony Music. O primeiro single da banda, "Priorities", de seu álbum de estreia de mesmo nome, foi lançado em 20 de maio, com o álbum lançado em 13 de agosto. A banda substituiu o baixista original. Em abril, a banda abriu o You Me At Six em Dublin e Belfast na parte irlandesa de sua turnê pelo Reino Unido. A banda substituiu o projeto de apoio originalmente composto por Kids in Glass Houses, The Saints e Mayday Parade, no entanto, a etapa foi remarcada depois que Josh Francheschi contraiu amigdalite. A banda esteve presente na turnê de The Used no Reino Unido.[carece de fontes?]
A banda lançou o segundo single de Priorities, intitulado "Actors", que foi lançado no mesmo dia do álbum de estreia de Don Broco, 13 de agosto de 2012.
A banda havia afirmado que a maior parte de 2014 seria focada em escrever material para um novo álbum e que o grupo seria a atração principal de uma turnê após seu lançamento.
No final de agosto de 2014, Don Broco foi designada como atração principal da Kerrang!, quando fizeram uma turnê pelo Reino Unido juntamente com a banda We Are the In Crowd.
Em 23 de novembro de 2014, o primeiro single do novo álbum, intitulado "Money Power Fame", estreou no programa "Rock Show" da BBC Radio 1. Um segundo single, "Fire", foi transmitido online em 26 de janeiro de 2015. Em 7 de abril de 2015, a banda lançou a terceira música do novo álbum intitulada "What You Do to Me", seguida de videoclipes para as faixas "Automatic" e "Superamor" respectivamente. O álbum Automatic foi lançado em 7 de agosto de 2015.
Em 21 de outubro de 2016, a SharpTone Records carregou o videoclipe de Don Broco de 2013 para "You Wanna Know" em seu canal no YouTube. Também foi anunciado que Don Broco relançará Automatic nos Estados Unidos em 11 de novembro de 2016 pela SharpTone Records.
Don Broco lançou cinco singles para seu terceiro álbum Technology: "Pretty", "Technology", "Stay Ignorant", "T-Shirt Song" e "Come Out to LA". Technology foi lançado em 2 de fevereiro de 2018 pela SharpTone Records.
De outubro a novembro de 2016, Don Broco apareceu como banda de abertura da banda de rock-metal Bring Me the Horizon em sua turnê pelo Reino Unido, tocando em arenas como a The O2 Arena. Em 2018, Don Broco foi uma das bandas de apoio das turnês norte-americana e europeia do Our Last Night. Eles também fizeram uma turnê com Mike Shinoda do Linkin Park para divulgar seu álbum Post Traumatic.
A banda foi indicada como 'Melhor Artista Britânico ao Vivo' na Kerrang! Awards.
Em 6 de setembro de 2019, Don Broco lançou o duas versões do single "Action". O videoclipe de "Action" ganhou o prêmio de Melhor Clipe Musical pela Heavy Music Awards.
Don Broco começou a escrever novo material para seu quarto álbum de estúdio no início de 2020 e começou a gravar em dezembro de 2020. Eles lançaram uma série de atualizações do estúdio via YouTube antes do lançamento do primeiro single "Manchester Super Reds No.1 Fan". A divulgação do álbum Amazing Things veio no dia seguinte. O segundo single "Gumshield" foi lançado em 8 de julho de 2021.
Em abril de 2022, Don Broco lançou o single "Fingernails" no dia 25 do mês para ajudar a promover sua turnê UK Arena 2023 que foi programada no mesmo dia, ao lado das bandas Papa Roach e Dance Gavin Dance. Em 2023, eles liberaram acesso as bandas de rock americanas Pierce the Veil e The Used em sua turnê Creative Control na América do Norte.

## Membros
| Atual - Rob Damiani – vocalista principal (2008–present) - Simon Delaney – guitarra (2008–present) - Matt Donnelly – bateria e backing vocals (2008–presente) - Tom Doyle (Tommy Tumbles) – baixo, programação musical (2012–presente) | Em turnê - Adam Marc – teclado, backing vocals (2014–2022) - Pete Daynes – teclado, backing vocals (2022-present) - Marc Okubo - guitarra(2023–present) - Darren Playford – percussão, backing vocals (2008–2011) Ex-membro - Luke Rayner – baixo (2008–2011) |

## Discografia
| Titre            | Date de sortie          | Chansons                                                                                       |
| ---------------- | ----------------------- | ---------------------------------------------------------------------------------------------- |
| Living The Dream | 2008                    | 1. Living The Dream 2. Big Game 3. Chemistry                                                   |
| Thug Workout     | 4 de novembro de 2008   | 1. Watcha Gonna Do? 2. Thug Workout 3. Danny Boy                                               |
| Big Fat Smile    | 14 de fevereiro de 2011 | 1. Dreamboy 2. Metalface 3. Beautiful Morning 4. Top Of The World 5. I'm Good 6. Do What We Do |